# Isabella Taviani
Isabella Maria Lopes Leite, mais conhecida como Isabella Taviani (Rio de Janeiro, 8 de outubro de 1968) é uma cantora e compositora brasileira. 

## Biografia
Antes de se tornar cantora, trabalhou em repartição pública (DETRAN) e deu aula para crianças carentes. Filha de uma pianista e neta de um cantor de ópera, procurou o curso de soprano apenas para aprimorar a voz, pois já sabia que o que queria era MPB.
Pensando em aperfeiçoar sua performance no palco, ela fez curso na Casa das Artes de Laranjeiras (CAL). Isabella formou-se em canto lírico e, desde então, vem desenvolvendo um estilo que cativa a todos que a ouvem pela força e melodia envolvente de suas composições. Influenciada por cantoras como Simone, Dalva de Oliveira, Elis Regina, Maria Bethânia e a soprano Maria Callas.

### Carreira
Isabella Taviani iniciou sua carreira artística em 1992, com participações em projetos musicais no Rio de Janeiro, como 100 anos do Leme, Som nas Ondas e Verão no Por do Sol. Seu primeiro álbum foi lançado em 2003, e trazia grandes sucessos como "Digitais", "Canção Para Um Grande Amor", "O Farol", "Olhos de Escudo" e "Foto Polaroid"; das treze canções do álbum, onze foram compostas por ela.
Em 2005, ela fez sua primeira turnê internacional, apresentando-se em Portugal. Ao retornar, gravou na histórica casa de shows Canecão, no Rio de Janeiro, seu primeiro DVD, "Isabella Taviani Ao Vivo", o qual foi lançado ainda neste mesmo ano.
Em 2012, lançou o CD "Eu Raio-X", onde fez parceria com sua esposa Myllena Varginha em algumas das canções.
Em 2014, transformou a turnê do álbum anterior em seu segundo DVD, "Eu Raio X Ao Vivo", com a participação de Paulinho Moska, Zélia Duncan, Elba Ramalho e Myllena.
Em 2019, fez uma turnê comemorativa pelos 15 anos de carreira, e no ano seguinte lançou o CD "A Máquina do Tempo", contendo 11 canções próprias, sendo seis em parceria com Myllena.

## Vida pessoal
Em 2012, assumiu sua homossexualidade numa entrevista para a revista ISTOÉ Gente.
Atualmente é casada com a cantora e compositora Myllena.
No dia 08/09/2019 nasceram os gêmeos Ignácio e Estevão filhos de Isabella Taviani e sua esposa, também cantora, Myllena Varginhos. Os bebês foram concebidos por inseminação artificial feita por Myllena. Em suas redes sociais, Isabella Taviani, publicou fotos dos bebês e falou da emoção desse momento feliz em sua vida.

## Discografia
| Álbum                                      | Detalhes                                                                                              | Vendas        |
| ------------------------------------------ | --- | ------------- |
| Isabella Taviani                           | - Lançamento: 1 de Abril de 2003 - Formatos: CD, download digital - Gravadora: Green Songs            | - : + 20 000  |
| Isabella Taviani ao Vivo (CD/DVD)          | - Lançamento: 2005 - Formatos: CD, download digital - Gravadora: Universal Music                      | - : + 100 000 |
| Diga Sim                                   | - Lançamento: 2007 - Formatos: CD, download digital - Gravadora: Universal Music                      | - : + 70 000  |
| Meu Coração Não Quer Viver Batendo Devagar | - Lançamento: 2009 - Formatos: CD, download digital - Gravadora: Universal Music                      | - : + 25 000  |
| Eu Raio X                                  | - Lançamento: 2012 - Formatos: CD, download digital - Gravadora: Coqueiro Verde                       | - : + 10 000  |
| Carpenters Avenue                          | - Lançamento: 21 de março de 2016 - Formatos: CD, download digital - Gravadora: Coqueiro Verde        | - : + 4 000   |
| A Máquina do Tempo                         | - Lançamento: 31 de janeiro de 2020 - Formatos: download digital - Gravadora: It Produções Artísticas |               |

## DVD
| Álbum                    | Detalhes                                                                         | Vendas      |
| ------------------------ | -------------------------------------------------------------------------------- | ----------- |
| Isabella Taviani ao Vivo | - Lançamento: 2005 - Formatos: CD, download digital - Gravadora: Universal Music | - : 100 000 |
| Eu Raio X Ao Vivo        | - Lançamento: 2014 - Formatos: CD, download digital - Gravadora: Coqueiro Verde  | - : 10 000  |

### Trilhas sonoras e participações
| Ano  | Música                                       | Álbum                              |
| ---- | -------------------------------------------- | ---------------------------------- |
| 2004 | "Garota de Ipanema"                          | Tom Jobim Lounge                   |
| 2004 | "Ária Paulistana"                            | Um Só Coração                      |
| 2006 | "Caminhos Cruzados"                          | Casa da Bossa                      |
| 2006 | "Vinte e Nove"                               | Tributo a Renato Russo             |
| 2007 | "Viramundo" tema de locação - seringal       | Amazônia, de Galvez a Chico Mendes |
| 2007 | "Luxúria" tema de Carla (Mel Lisboa)         | Sete Pecados                       |
| 2007 | "Ternura" tema de Célia Mara (Renata Sorrah) | Duas Caras                         |
| 2009 | "Sob medida"                                 | Caminho das Índias                 |
| 2009 | "Presente Passado"                           | Viver a Vida                       |
| 2012 | ''Diga Sim Pra Mim''                         | Corações Feridos                   |